# Hudson (Colorado)
Hudson è un centro abitato (town) degli Stati Uniti d'America, situato nella contea di Weld dello Stato del Colorado. Nel censimento del 2000 la popolazione era di 1.565 abitanti.

## Geografia fisica
Secondo i rilevamenti dell'United States Census Bureau, Hudson si estende su una superficie di 6,1 km².